# Mariano Barbacid
Mariano Barbacid Montalbán (Madrid, 4 de octubre de 1949) es un bioquímico español, doctor en Ciencias Químicas.

## Formación académica
Su formación académica se completó entre la Universidad Complutense de Madrid, donde estudió Ciencias Químicas y obtiene su doctorado en 1974 con la tesis: Interacción de antibióticos con el centro activo peptidil transferasa del ribosoma eucariótico.  En Estados Unidos (1974), donde estuvo como becario, fue ascendiendo hasta director del Departamento de Oncología en el Instituto Nacional del Cáncer de Maryland. Años más tarde regresó a su país natal para situarse al frente del Centro Nacional de Investigaciones Oncológicas (CNIO).

## Labor investigadora
Consiguió aislar el oncogén humano H-ras en carcinoma de vejiga. Este hecho supuso un notable avance para el estudio de las bases moleculares del cáncer. Su descubrimiento fue publicado en Nature en 1982 en un artículo llamado «A point mutation is responsible for the acquisition of transforming properties by the T24 human bladder-carcinoma oncogene». En los meses siguientes estuvo ampliando sobre su descubrimiento llegando a determinar que dicho oncogén era una mutación de un alelo perteneciente a la familia Ras, y descubriendo su mecanismo de activación.
En 2003 demostró que la enzima CDK2, que se creía imprescindible en la división celular, no se necesitaba para el inicio de la replicación.

## Publicaciones
Ha publicado trabajos en revistas como Nature y Nature Genetics y entre sus artículos más citados se encuentran los siguientes:
- «A point mutation is responsible for the acquisition of transforming properties by the T24 Human Bladder-Carcinoma Oncogene.» (1982).[4]
- «Direct mutagenesis of HA-RAS-1 oncogenes by N-Nitroso-N-Methylurea during initiation of mammary carcinogenesis in rats.» (1985).[6]
- «Ras genes.» (1987).[7]
- «The TRK proto-oncogene encodes a receptor for nerve growth-factor.» (1991).[8]
- «trkC, a new member of the trk family of tyrosine protein-kinases, is a receptor for neutotrophin-3.» (1991).[9]
- «Genetic analysis of mammalian cyclin-dependent kinases and their inhibitors.» (2000).[10]
- «Toll-like Receptor-4 (TLR4) Down-regulates MicroRNA-107, Increasing Macrophage Adhesion via Cyclin-dependent Kinase 6.» (2011).[11]

## Premios y distinciones
Entre los premios recibidos por Mariano Barbacid se encuentran los siguientes:
- Distinguished Young Scientist Award (1983)
- Premio Rey Juan Carlos I (1984)[12]
- Rhodes Memorial Award (1985)
- Premio Lección Conmemorativa Jiménez Díaz (2002)
- Charles-Rudolph-Brupbacher (2005)
- Gran Cruz de la Orden del Dos de Mayo (2011)[13]
- Medalla Echegaray (2018)[14]
- Doctor honoris causa por la UNED (2022)[15]
- Premio Nacional de Investigación Santiago Ramón y Cajal (2022).[16]